# Beur

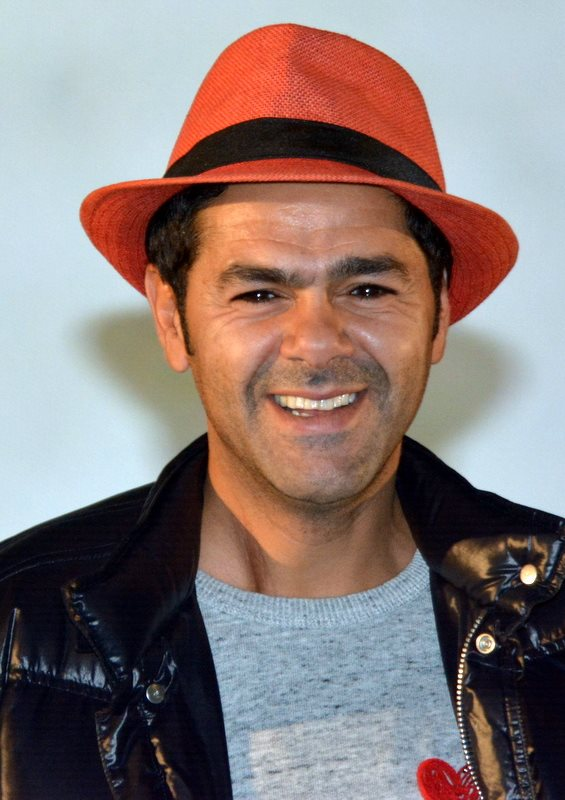
Il comico marocchino Jamel Debbouze nel 2016.

Beur (e la versione femminile beurette) o rebeu è un termine che designa le comunità residenti in Francia originarie del Maghreb.
L'espressione si è originata dal verlan, linguaggio gergale delle banlieues, come inversione sillabica della parola arabe.
Il termine si è diffuso all'inizio degli anni '80, in contemporanea con l'emergere dei disagi sociali dei giovani figli di immigrati, affermandosi poi nei mass media e nella letteratura.

## Etimologia
Il termine beur si è originato dal verlan come inversione sillabica della parola a-ra-beu, da cui  beu-ra-a , contratto poi come beur.
La parola è entrata nel dizionario Petit Robert nel 1996.

## Storia
I primi flussi migratori dal Maghreb verso la Francia risalgono al periodo coloniale, ma conobbero un incremento nei decenni seguenti la decolonizzazione.
Il termine è apparso nel linguaggio gergale delle periferie negli anni '80.
Fu poi reso popolare da Nacer Kettane, cofondatore e conduttore nel 1981 di Radio Beur, e poi, nel 1982, da un articolo di Mustapha Harzoun e di Édouard Waintrop pubblicato nel quotidiano Libération avente titolo Un petit Beur et des youyous.
Il 3 dicembre 1983, il termine è apparso in prima pagina su Libération in occasione della Marcia per la legalità e contro il razzismo, che fu battezzata anche Marcia dei Beurs.
Nel 1984, Jean Djemad e la coreografa Christine Coudun fondarono una delle prime compagnie di danza hip hop, che chiamarono Black Blanc Beur. L'espressione black-blanc-beur è riemersa in occasione della vittoria francese nel Campionato mondiale di calcio del 1998 per evidenziare la multietnicità della società francese.

## Letteratura beur
La letteratura beur è una corrente letteraria nata in Francia negli anni ottanta.
Raggruppa all'incirca una quarantina di scrittori che, secondo Alec. G. Hargreaves, hanno in comune il fatto di essere nati o cresciuti sul suolo francese da genitori di origine maghrebina (detti beur).
Le tematiche principali delle loro opere sono lo sradicamento, l'incertezza e la crisi d'identità provocati dallo scontro fra un'educazione di stampo musulmano e un modello di società di tipo occidentale. I protagonisti della letteratura beur sono spesso dei bambini maghrebini, ritratti nel momento dell'ingresso a scuola, prima occasione di confronto e di scontro tra la cultura maghrebina e quella francese.

## Personalità e rappresentanti della cultura Beur
Diverse personalità francesi sono presentate dai media come rappresentativi dell'identità e della cultura Beur; si citano Farida Belghoul, Azouz Begag, Ramdane Issaad, Rachid Taha, Jamel Debbouze, Salim Kechiouche, Saïd Taghmaoui, Roschdy Zem, Leila Bekhti, Mehdi Charef, Yamina Benguigui, Zinédine Zidane, Karim Benzema, Adil Rami, Hatem Ben Arfa, Samir Nasri, Mourad Boudjellal e associazioni come Ni putes ni soumises e Kelma e il gruppo Zebda.

### Galleria d'immagini

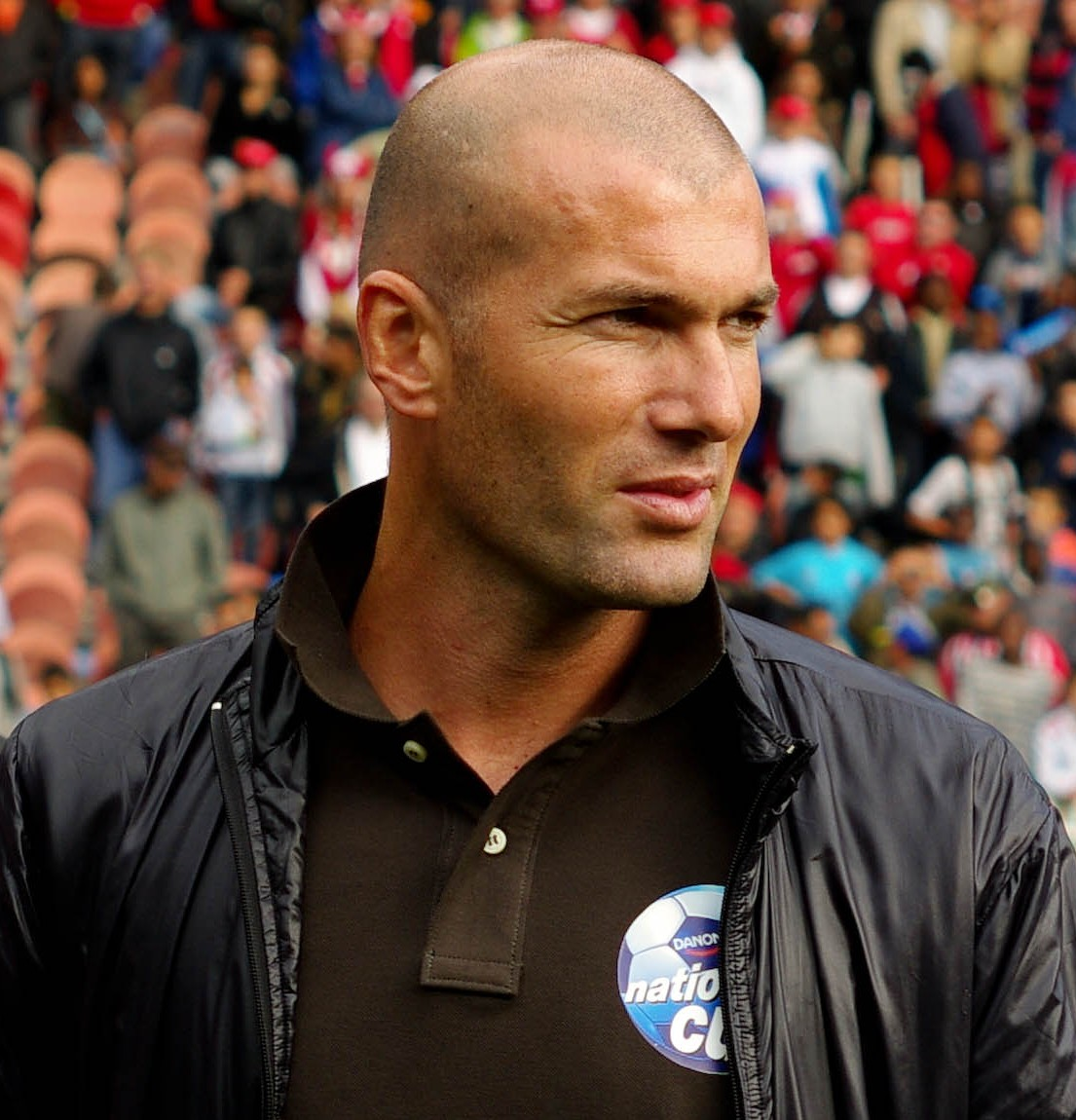
Il calciatore Zinédine Zidane.
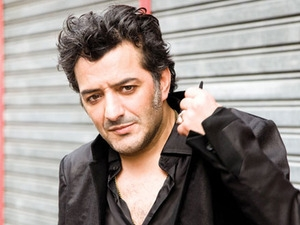
Il cantante Rachid Taha.
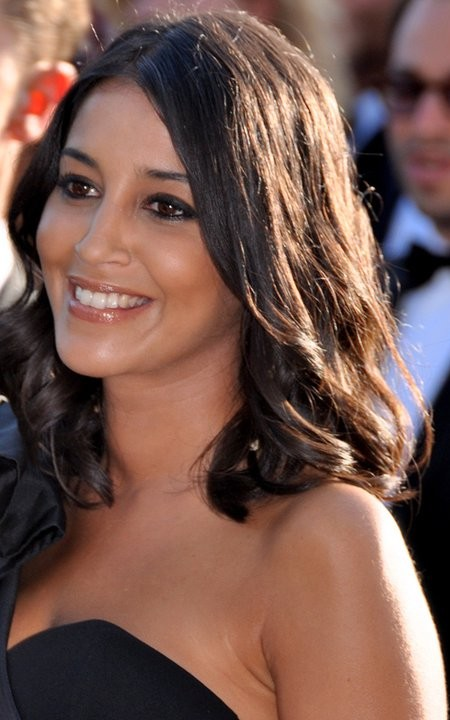
L'attrice Leïla Bekhti.
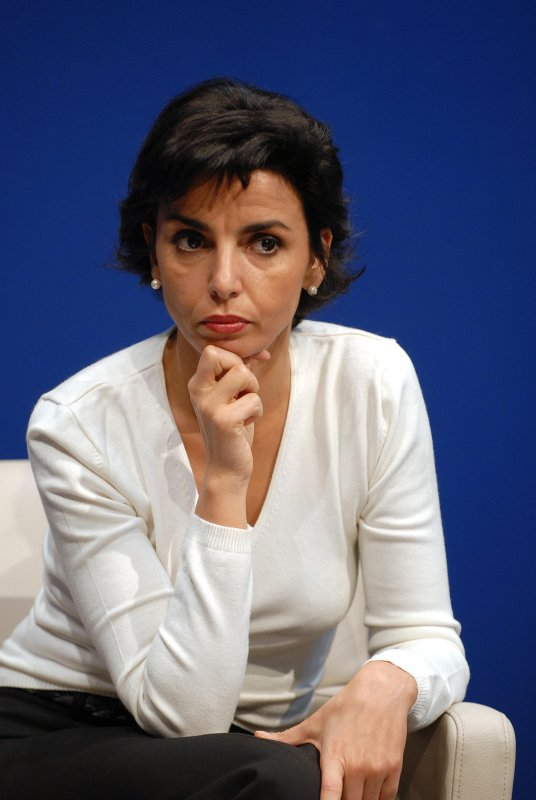
La politica Rachida Dati.
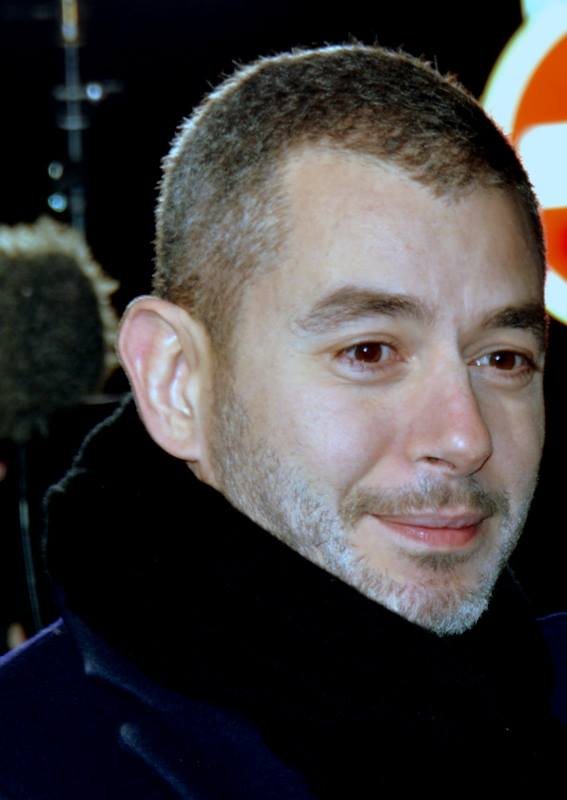
Il conduttore radiofonico Ali Baddou.
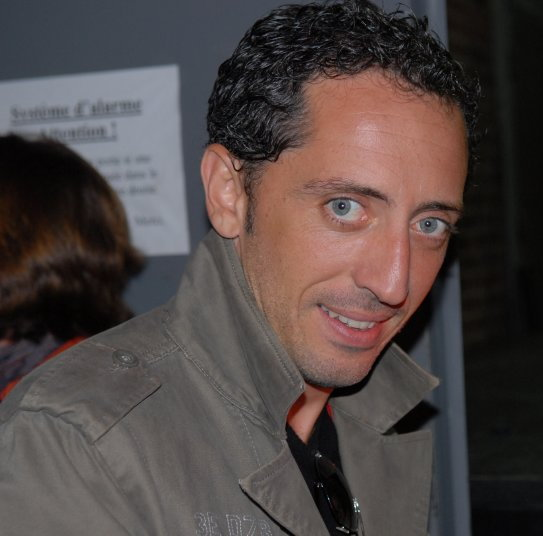
Il comico Gad Elmaleh.
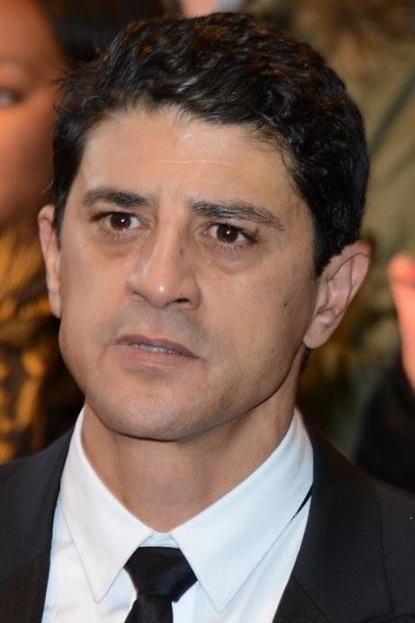
L'attore Saïd Taghmaoui.
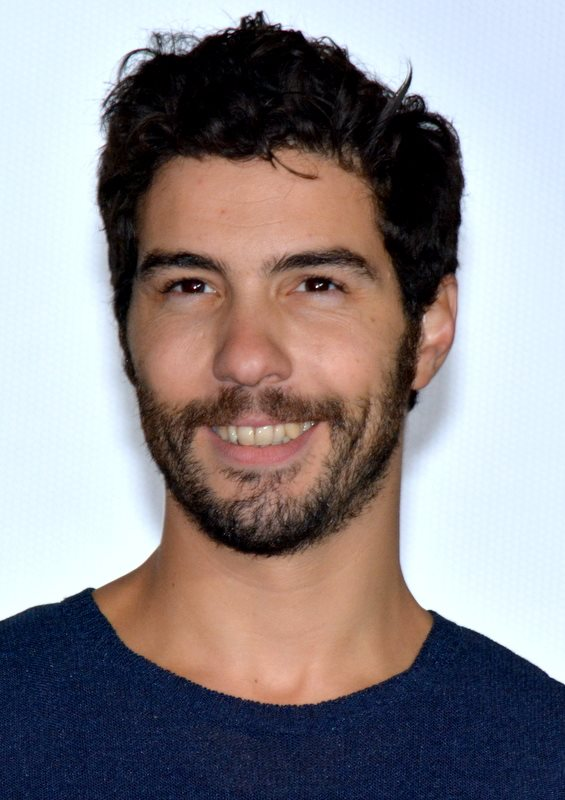
L'attore Tahar Rahim.
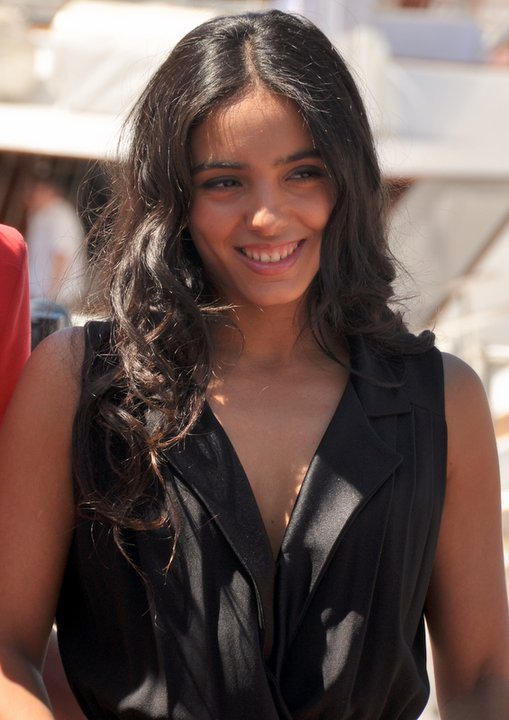
L'attrice Hafsia Herzi.
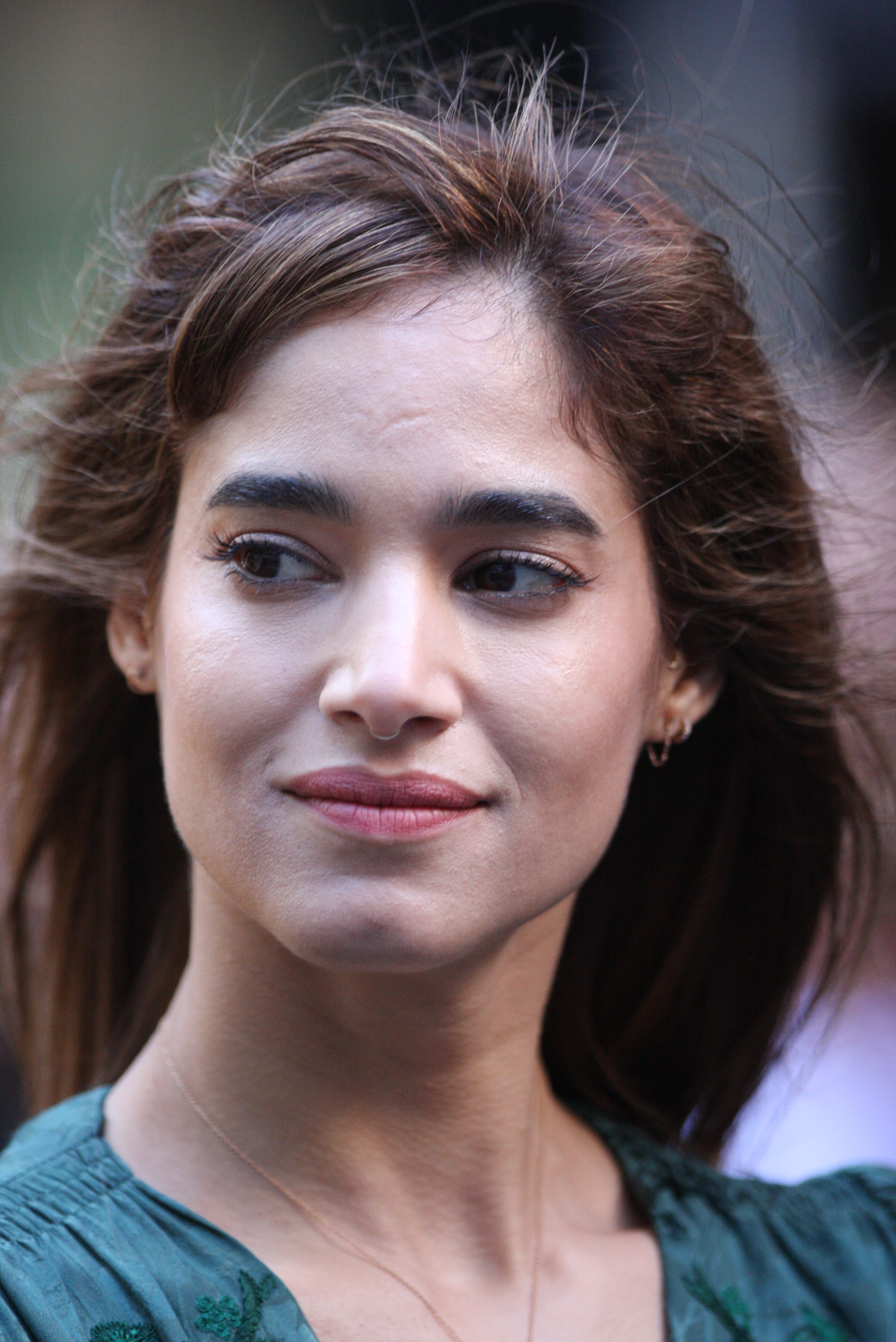
L'attrice Sofia Boutella.
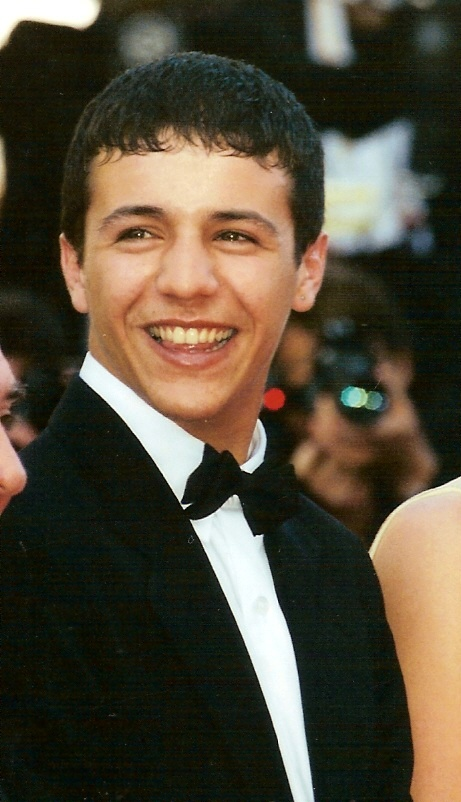
Il cantante Faudel.
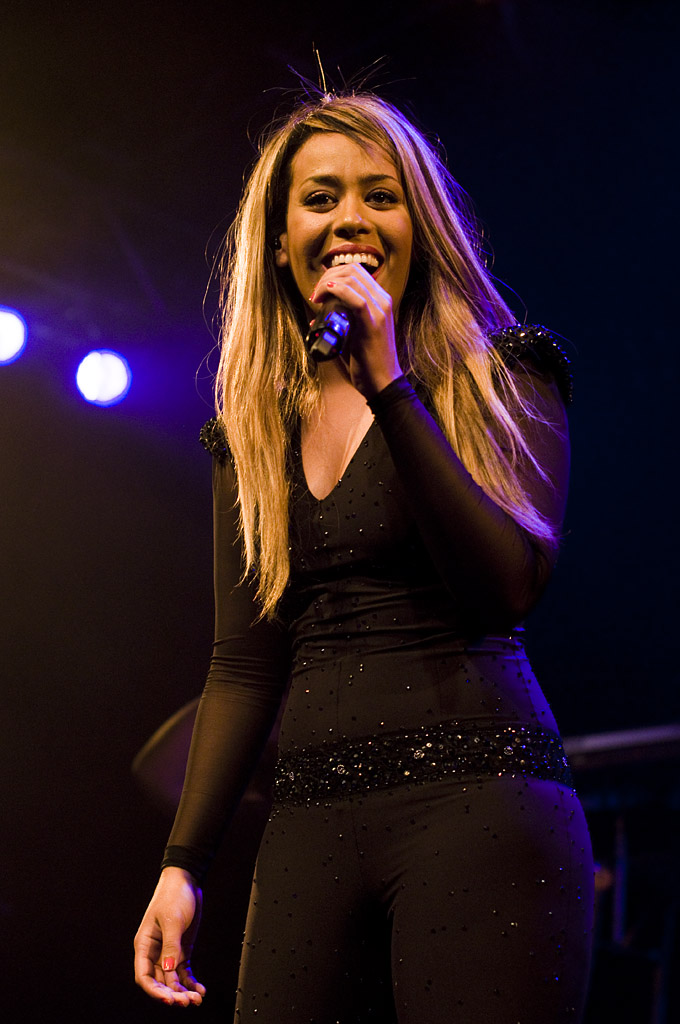
La cantante Amel Bent.